# Liolaemus ornatus
Liolaemus ornatus är en ödleart som beskrevs av  Koslowsky 1898. Liolaemus ornatus ingår i släktet Liolaemus och familjen Tropiduridae. Inga underarter finns listade i Catalogue of Life.